# Augis
 (juin 2011).
Si vous disposez d'ouvrages ou d'articles de référence ou si vous connaissez des sites web de qualité traitant du thème abordé ici, merci de compléter l'article en donnant les références utiles à sa vérifiabilité et en les liant à la section « Notes et références ».
A. Augis est une ancienne entreprise française de joaillerie et fabrication de médailles, fondée en 1830.

## Histoire
En 1830, Eugène Coquais fonde à Lyon un magasin de joaillerie. Son gendre Charles lui succède en 1870. En 1896, Alphonse Augis, fils de Charles, prend la succession de son père et donne son nom à l'entreprise qui devient A.Augis.
En 1907, inspiré par deux célèbres vers de Rosemonde Gérard, « Car vois-tu, chaque jour je t’aime davantage, aujourd’hui plus qu’hier et bien moins que demain », Alphonse Augis dessine une médaille gravée sur or qu'il baptise « la médaille d'amour ».
Ce bijou fait la célébrité de la maison : sa fabrication dépasse à ce jour le cap des deux millions d'exemplaires [réf. nécessaire].
À compter de 1928, la direction de l'entreprise est assurée par Franck Augis, fils d'Alphonse, qui transmet ses fonctions en 1970 à Guy Augis. 
Le 7 juin 2012, la société est placée en redressement judiciaire. 
Le 10 juillet 2012, un plan de cession est signé en faveur de la société Arthus Bertrand. 
Depuis 2017, A.Augis est une marque du groupe CHEVALIER. 